# Middle of the Road

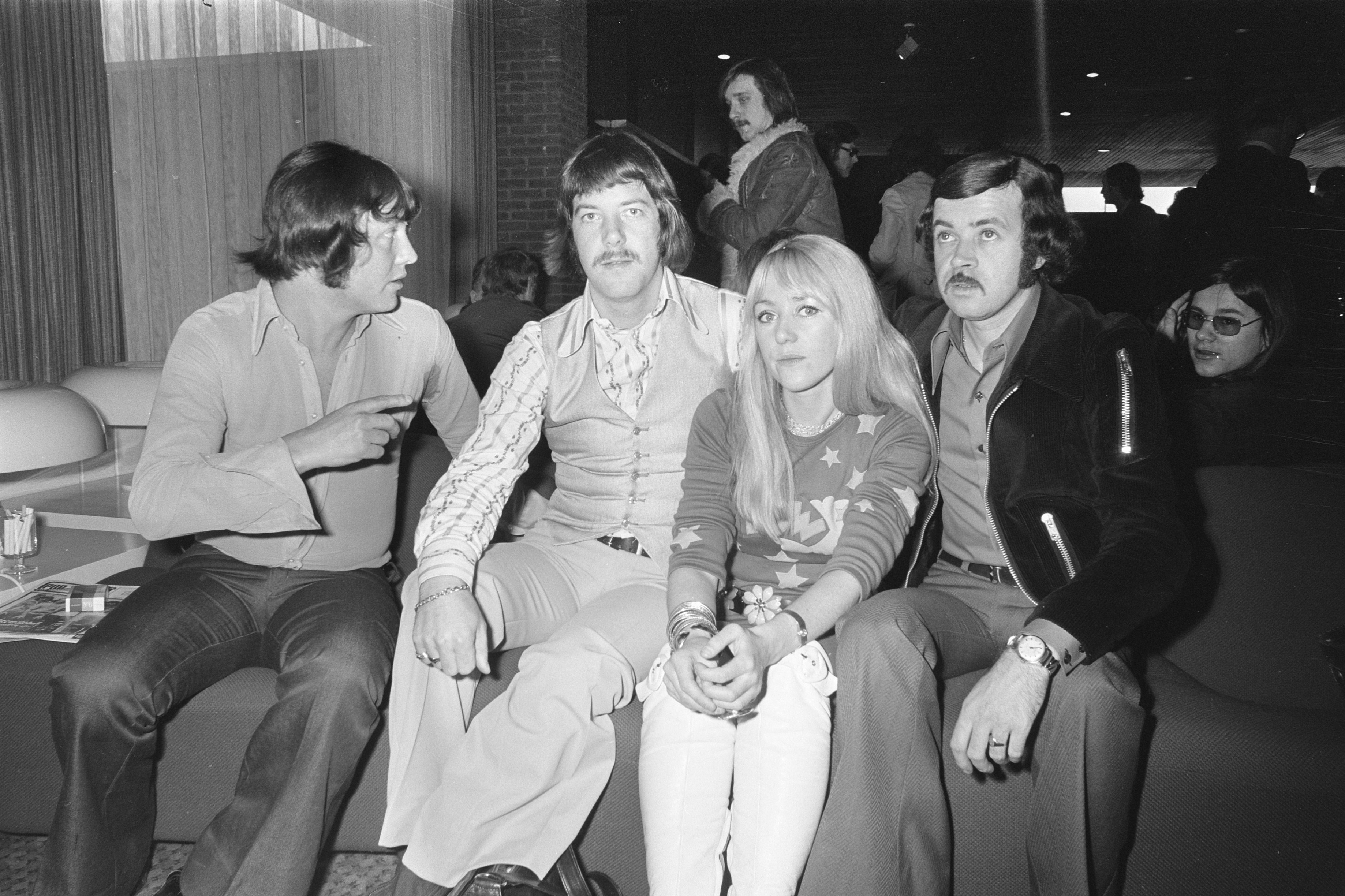
Middle of the Road, 1972.

A Middle of the Road egy skót popegyüttes, amely az 1970-es években volt népszerű.

## Története
Az együttes 1968-ban alakult meg a skóciai Glasgowban. Az első kislemezük, a Chirpy Chirpy Cheep Cheep azonnal a brit slágerlista elejére ugrott, és öt hétig le se került onnan. Ezenkívül a Sacramento, a Tweedle Dee, Tweedle Dum és a Soley Soley című dalaik is népszerűek voltak. Az együttes napjainkban is aktív zenekarként működik.

## Tagok

### Alapító tagok
- Sally Carr (született Sarah Cecilia Carr, 1945. március 28., Muirhead , Lanarkshire) - ének, ütőhangszerek
- Ken Andrew (született Kenneth Ballentyne Andrew, 1942. augusztus 28., Bearsden , Glasgow) - dob
- Ian McCredie (született Ian Campbell McCredie, 1947. július 15., Partick , Glasgow) - gitár, fuvola
- Eric McCredie (született Eric Campbell McCredie, 1945. július 17., Partick, Glasgow; meghalt 2007. október 6-án) - basszusgitár
- Neil Henderson (született Neil Fulton Henderson, 1953. február 11., Glasgow) - gitár
- Anne Katherine Watson (született Anne Thomson, 1951. december 2., Partick, Glasgow) - billentyűs hangszerek

### Jelenlegi tagok
- Lorna Osborne
- Ian McCredie
- Stuart McCredie
- Stephan Ebn

## Diszkográfia

### Nagylemezek
- 1971 – Chirpy Chirpy Cheep Cheep
- 1971 – Acceleration
- 1972 – The Best of Middle of the Road
- 1973 – Drive On
- 1973 – Music Music
- 1974 – You Pays Yer Money And You Takes Yer Chance
- 1974 – Postcard